# エリマキツチグリ
エリマキツチグリ（襟巻土栗、学名: Geastrum triplex）は、ヒメツチグリ科ヒメツチグリ属のキノコ（菌類）。和名の由来は、外皮の内装が割れて襟巻きのようになる、ヒメツチグリ属のキノコの意味である。別名で、エリマキツチガキとよばれることもある。食用不適。

## 分布・生態
北半球の温帯域に広く分布する。
腐生菌（腐生性）。初夏から秋にかけて、公園内や林内の落葉が多い腐植質に富んだ地上に、群生あるいは点々と発生する。落葉に紛れるように生えているので見つけにくい。

## 特徴
子実体は幼時はクワイ状をなし、高さ・直径ともに1-4センチメートル (cm) 程度、くすんだ黄褐色でしばしば部分的にオリーブ色を帯びており、多少うろこ状をなし、基部から発生基質（腐朽した落ち葉や小枝など）にかけて、細かく分岐したひげ状の根状菌糸束を広げる。
成熟すると、厚い外皮は頂端から放射状に裂けて開き、胞子塊を含んだ偏球形の内皮を露出し、全体の径3-8cm程度になる。星状に裂けて開いた外皮片は外側に反転し、薄い外層と厚くてもろい中層とで構成され、中層の基部は内皮の根元を取り囲むように、襟状をなす．外皮中層の内面はほぼ平滑で、鮮時には淡いオレンジ褐色であるが、古くなると暗褐色となる。内皮は丈夫な革質で径1-3cm、上下に僅かにつぶれた球形、その表面は淡い灰褐色ないし赤褐色で，ほぼ平滑あるいはかすかに毛ばだっており、上部はやや円錐形に小さく突出し、その先端に一個の頂孔を開き、内部に形成された胞子は頂孔から噴出して分散する。頂孔の周囲は繊維状の組織（口縁盤）に囲まれ、そのつけ根は浅い円形のくぼみ（円座）となる。
内皮の中の組織は、最初は純白色かつ肉質であるが、成熟すれば紫褐色を呈し、ほこりまみれの古い綿状となる。
胞子はほぼ球形で、厚い細胞壁を持ち、その表面は先端が丸みを帯びた多数のいぼにおおわれる。担子器は徳利状をなし、3-8個ずつ胞子を生じる。菌糸にはかすがい連結がある。

## 食材としての利用
無毒と考えられているが、食用的価値はない。

## 類似した種
トガリフクロツチグリ（Geastrum lageniforme)は、通常は外皮内層の基部が内皮を襟状に取り巻くことがなく、内皮の表面の微毛がより顕著で、胞子がいくぶん小さいことで区別されるが、野外での識別はときに困難な場合もある。